# Christoffer Mumme
Christoffer Mumme, född 1676, död i juni 1737, var en dansk biskop.
Mumme föddes i Vedsø prästgård i Trondhjems stift som son till prästen Gert Mumme (död 1691) och Cathrine Glad. Han blev student från Trondhjems skola 1692. Efter att ha tagit backalaurgraden 1693 blev han hörare först i Thisted och därefter i Aalborgs skola. År 1698 avlade han teologisk ämbetsexamen och var därefter åter hörare i Aalborg till 1701, då han kallades till personlig kaplan hos den kände prästen Frands Mikkelsen Vogelius i Åsted och Skærum i Vendsyssel och efterträdde honom som sognepræst 1702.
År 1706 blev han magister och 1725 prost över Vennebjerg Herred, där han inlade stora förtjänster genom att verka för folkbildningen och för iståndsättandet av de förfallna kyrkorna. Med anledning av en utgåva av barnhusbibeln från 1732 kom han i strid med den köpenhamnske prästen Morten Reenberg, som klagade över, att den innehöll pietistiska förklaringar. År 1733 skrev Mumme en svarsskrift, i viken han använde skarpa uttryck om de ortodoxa och deras döda tro.
År 1735 blev han biskop i Aalborg och vid hans konsekration i Köpenhamn försökte Reenberg betala igen med samma mynt, i det han på ett otillbörligt sätt polemiserade mot honom i sitt skriftetal. Mumme fick dock vid sin död vittnesbördet, att han var "vittig og skarpsindig, i sit Embede retsindig og nidkjær". Han var gift med Elisabeth Magdalene, född Ursin (eller Bjørn) (död 1769), en prästdotter från Jerslev i Vendsyssel. 
År 1723 utgav han för att främja katekisationen i skolorna Undervisningsspørgsmaal for at forstaa Dr. M. Luthers liden Katekismus (en bearbetning av biskoparna Mathias Foss, Henrik Bornemanns, Jens Bircherods och Frands Thestrups frågor vid visitationerna, som tidigare användes i avskrift av skollärarna). Skriften drabbades av omfattande kritik från ortodox sida, men utkom dock i flera upplagor.